# المسلمية (مدينة)
المسلمية، بلدة بولاية الجزيرة تقع على بعد 156 كيلو متر ( 96.93 ميل) جنوب الخرطوم، وعلى مسافة 12 كيلومتر (7.45 ميل) عن مجرى نهر النيل الازرق غربا.

## سبب التسمية
سميت البلدة على اسم القبيلة التي تقطنها وهي قبيلة المسلمية الذين يرجع أصلهم إلى بني أمية، وهم أبناء مسلم بن حَجاز بن عاطف، وترجع بعض المصادر أصلهم إلى أبوبكر الصديق. 

## تاريخ المدينة
تأسست على يد محمد ود نوِة الذي ينتمي إلى قبيلة الشنابلة التي تقطن المنطقة أيضا. وقد تزوج من قبيلة المسلمية. تأسست البلدة في عام 1660م تقريباً على مشارف حوض ود نوَة الذي سمي عليه.أي قبل قيام السلطنة الزرقاء ، وكانت مركزاً تجارياً بلغت شهرته شمالاً حتى مصر حيث كانت تمر عبرها القوافل التجارية المتجهة من الجنوب نحو الشمال. وجاء ذكرها في كتابات الرحالة الأوروبيين مثل كتاب «على تخوم الإسلام» الذي قام بكتابته اثنان من الأوربيين في عهد خديوي مصر محمد علي باشا كما كانت المسلمية مركزاً ثقافياً وحضارياً في القرون الوسطى اشتهرت بكثرة مدارس تعليم القرآن الكريم الخلوات، وعرفت أول صناعة للنسيج في السودان عندما قامت برة بنت شمو، بصناعة ثياب النساء المعروف محليا باسم الفراد (المفر فردة). 
انتقلت إلى المسلمية مشيخة قبيلة الشنابلة (1680 - 1783م) بعد تدمير عاصمتهم أربجي واتخذو المسلمية عاصمة جديدة لهم تحت حكم سلطنة سنار واستمروا في حكمها لأكثر من مائة عام

## الإدارة
المسلمية وحدة إدارية تابعة لمحلية  الحصاحيصا

## مشاهير البلدة
ومن الرموز التاريخية بالمسلمية الشاعر الحسن بن الزهراء صاحب قصيدة في رثاء الإمام المهدي، والشيخ مجدوب عبد الله رئيس وفد الخليفة عبد الله التعايشي الذي أُرسل إلى مصر عام 1305 هجرية، حاملاً ثلاثة رسائل إلى كل من خديوي مصر العثماني، وملكة بريطانيا، والسلطان العثماني. كذلك عُرفت البلدة بانها موطن الشاعرة المشهورة بنت مسيمس التي ذاع صيتها بمدح الزبير باشا رحمةوهو تاجر وزعيم أقليمي في السودان، وقد كانت تسكن في قصر جوار حوض ود نوَه ما زالت آثار منه باقية حتى اليوم. 